# Front Nacional Britànic
El Front Nacional Britànic (en anglès: National Front, NF; o British National Front) és un partit polític britànic d'extrema dreta i supremacista blanc, fundat el 1967. El servei de presons britànic prohibí al seu personal la militància tant al NF com al BNP i a Combat 18. Els seus estatuts aclareixen que no és un partit nazi, sinó que creu en la justícia social i és contrari a l'imperialisme cultural.

## Orígens
Després de la derrota dels conservadors a les eleccions de 1966, AK Chesterton, cosí de l'escriptor GK Chesterton i cap de la Lliga dels Lleialistes de l'Imperi, afirmà que un partit racista i d'extrema dreta podria haver guanyat les eleccions. Aleshores va iniciar converses amb el Partit Nacional Britànic, el Partit Nacional Democràtic i la Societat de Preservació Racial i els convidà a una conferència l'octubre de 1966, de la qual el 7 de febrer de 1967 en sorgia el NF. D'antuvi s'oposava a les polítiques immigratòries i multiculturals del Regne Unit, així com els acords amb l'OTAN i l'ONU havien de ser bilaterals. El nou grup aprovà prohibir la unió dels grups d'ideologia neonazi, tot i que alguns, com John Tyndall (Moviment Gran Bretanya), s'hi adheriren a títol individual.

## Creixement i esplendor
Durant els anys 1970 va créixer i el 1974 guanyà a les eleccions locals de Deptford (Londres) al candidat laborista, amb un 44% dels vots, així com quedà tercer a tres eleccions parcials. La seva base electoral era formada per treballadors de coll blau i autònoms ressentits per la competència que representaven els treballadors immigrats, així com militants conservadors desil·lusionats i contraris a les tesis de Harold Macmillan. S'oposava al comunisme i al liberalisme, donava suport als unionistes de l'Ulster, s'oposava a la CEE i volia repatriar els nous emigrants de la Commonwealth arribats amb el passaport únic. Endemés, aviat fou ben conegut per les seves manifestacions sonades, que provocaren contramanifestacions de grups antifeixistes com el Grup Marxista Internacional, la Lliga Antinazi, o antiracistes com Searchlight.
Chesterton fou el líder del partit fins al 1970, quan fou substituït per John O'Brien, també membre del partit Conservador i partidari d'Enoch Powell, però deixà el lideratge quan les funcions de lideratge eren absorbides de fet pel Greater Britain Movement, de John Tyndall i Martin Webster. Marxà per a fundar el National Independence Party. El 1973, a les eleccions locals de West Bromwich, va quedar tercer amb el 16% dels vots, i tot i que no guanyaven van obtenir alguns resultats acceptables, i el 1975 van obtenir el seu primer conseller a Carrickfergus (Irlanda del Nord) per la defecció d'un conservador, Athlene O'Connell, que després va dimitir.
El 1974 un documental de la ITV va exposar els passats i lligams neonazis de Tyndall i Webster. Foren substituïts pel populista John Kingsley Read, però dimití a causa de les intimidacions de la guàrdia d'honor de Tyndall. Read va crear aleshores el Partit Nacional, que va tenir dos regidors a Blackburn el 1976. L'agost de 1977 protagonitzà una marxa pels barris no blanc de Lewisham (Sud-est de Londres) proclamant que el 70% de les víctimes eren blanques i el 70% dels delinqüents eren negres, i s'enfrontaren a militants antifeixistes (batalla de Lewisham): al final es produïren 270 policies ferits (56 hospitalitzats) i 200 manifestants arrestats (78 hospitalitzats), els incidents violents més importants fora d'Irlanda del Nord.

## Declivi
El partit va decaure arran de la victòria de Margaret Thatcher a les eleccions al Parlament del Regne Unit de 1979, ja que va adoptar mesures contra l'ordre i la immigració que li va fer perdre militants i revigoritzà el Partit Conservador. Al desastre electoral se li va sumar una fallida econòmica que provocà moltes desercions. Tyndall fou substituït per Andrew Fountaine, i va ingressar al nou Partit Nacional Britànic, però el veritable líder era Martin Webster. A mitjans dels 1980, Webster fou expulsat, i endemés el partit es va dividir en dos sectors, Political Soldier (Nick Griffin, Patrick Harrington), joves radicals d'estratègia revolucionària, i Flag Group (Ian Anderson i Martin Wingfield), més tradicionalistes, que presentaren candidats a les eleccions de 1987.
El 1990 el grup Political Soldier va atraure Third Way i International Third Position. I quan el Front Nacional va donar suport radicals racistes no blancs com Louis Farrakhan va perdre el suport de molts skinheads, que es passaren al Partit Nacional Britànic, al British Movement o a Blood and Honour. Griffin i Holland van intentar cercar suport econòmic a Líbia, però Gadafi els rebutjà pel feixisme. El 1995 Ian Anderson va canviar el nom del NF pel de National Democrats, però bona part del partit no el seguí i mantingué les sigles sota la direcció de Tom Holmes. Es presentà a les eleccions al Parlament del Regne Unit de 1997 i 2005 procurant no coincidir en les mateixes circumscripcions que en BNP.

## Darrers resultats
El 3 de maig de 2007 el seu candidat Simon Deacon fou escollit candidat al consell de parròquia de Saint Albans, però finalment fou derrotat pel candidat del BNP. Tom Holmes, alhora, va treu té el 22,9% al consell municipal de Great Yarmouth. A les eleccions locals de 2008 per l'Assemblea de Londres, Paul Winnet va treure el 5,56% a Bexley and Bromley, i Tess Culnaneel 5,79% a Greenwich and Lewisham.